# Hetman da Hoste Zaporojiana
Hetman da Hoste Zaporojiana (em russo:  Гетман Войска Запорожского; em ucraniano:  Гетьман Війська Запорозького; em latim: Cosaccorum Zaporoviesium Supremus Belli Dux), oficialmente Hetman da Malorrússia, Hetman da Ucrânia ou Hetman da Rus e mais frequentemente apenas Hetman, foi originalmente o título do comandante da hoste registrada zaporijiana da Comunidade Polaco-Lituana, que mais tarde tornou-se o chefe da formação militar-administrativa e territorial Hetmanato (oficialmente também chamada de Hoste Zaporojiana).

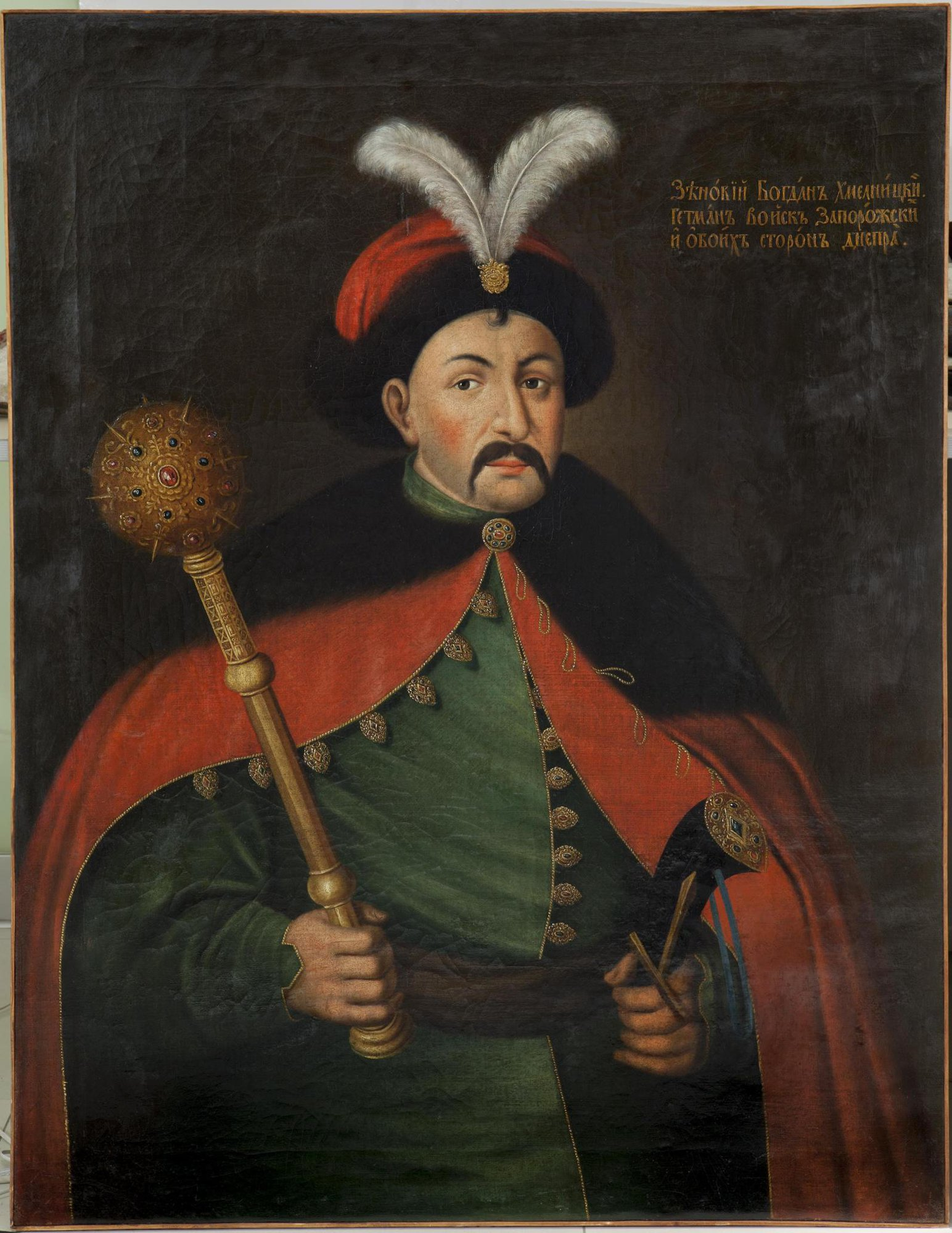
Bogdano Khmelnytski

Na Comunidade Polaco-Lituana, o título "hetman" era usado para se referir aos mais altos oficiais do Exército do Reino da Polônia e do Grão-Ducado da Lituânia. Na terminologia oficial estatal, em relação aos Cossacos registrados, o conceito de “Sênior do Exército Zaporojiano” foi mais usado, e o termo “hetman” começou a ser usado regularmente, começando com Bogdano Khmelnitski, que foi chamado de “Hetman de Sua Alteza Real da Hoste Zaporojiana”. Após a conclusão do Tratado Pereiaslav, o Hetman dos Cossacos registrados ficou conhecido como o "Hetman de Sua Majestade Real e Imperial da Hoste Zaporojiana".
O título de hetman também foi usado pelos líderes dos levantes cossacos, que não estavam subordinados ao governo da Comunidade Polaco-Lituana.